# Elisa Bonaparte
Maria Anna (Elisa) Bonaparte (Ajaccio, Frankrijk, 3 januari 1777 — Villa Vicentina, Italië, 6 augustus 1820) was een jongere zuster van Napoleon Bonaparte.
Vanwege haar scherpe tong was ze zeker niet Napoleons lieveling en ze bracht weinig tijd door in Frankrijk. Ze trad op 5 mei 1797 in het huwelijk met de Corsicaanse edelman Félix Baciocchi.

Elisa met haar dochtertje Elisa Napoleona

Toen Napoleon in 1805 Piombino en Lucca veroverde stelde hij Elisa daar als vorstin aan. In 1807 hief hij het uit het Groothertogdom Toscane geschapen Koninkrijk Etrurië op en schonk Elisa de titel van groothertogin van Toscane. Deze functie bekleedde ze evenwel slechts in naam.
Elisa steunde in 1814 het overlopen van haar zwager Joachim Murat naar Oostenrijkse zijde en dit deed haar relatie met Napoleon geen goed. Na diens val nam ze de titel gravin van Compignano aan en trok zich terug naar Bologna en later naar Villa Vicentina. Dankzij haar goede relatie met Klemens von Metternich kon ze haar fortuin behouden en bracht de rest van haar leven in luxe door. Ze stierf op 6 augustus 1820.
Het Congres van Wenen zette in Lucca Karel Lodewijk van Bourbon-Parma op de troon en in Toscane kwam de oude groothertog Ferdinand III weer aan de macht.

## Kinderen
- Félix Napoleon (1798-1799)
- Elisa Napoleona (1806-1869)
- Jérôme Charles (1810-1811)
- Frederik Napoleon (1814-1833)

- Biblioteca Nacional de España: XX1263516
- Bibliothèque nationale de France: cb11985691h (data)
- Gemeinsame Normdatei: 118505483
- International Standard Name Identifier: 0000 0001 2098 7779
- Library of Congress Control Number: n83018191
- Nationale Bibliotheek van Israël: 987007274407905171
- Nationale Bibliotheek van Polen: a0000003756880
- Nederlandse Thesaurus van Auteursnamen: 122455398
- Istituto Centrale per il Catalogo Unico: RAVV091158
- SNAC: w6zp4spd
- Système universitaire de documentation: 084731044
- Virtual International Authority File: 4938897
- WorldCat: E39PBJjxpRv8DVBCdqYTKG9bh3